# 르루아 아방다 음포모
르루아 아방다 음포모(프랑스어: Leroy Abanda Mfomo, 2000년 6월 7일~)는 프랑스의 축구 선수이다. 포지션은 왼쪽 풀백, 왼쪽 측면 미드필더이다. K리그 등록명은 아반다였다.